# Richard Vachoux
Richard Vachoux (* 24. April 1932 in Genf; † 26. Dezember 2012) war ein Schweizer Schauspieler, Theaterregisseur und Professor.

## Leben
Er studierte an der Universität Genf und am Konservatorium von Genf, wo er im Jahr 1955 das Studium mit dem Diplom abschloss. Erste Engagements als Schauspieler hatte er seit 1954 an der Comédie de Genève, und daneben gründete er zusammen mit Gérard Carrat eine eigene Theatertruppe, das Théâtre poétique de Genève, wo er unter anderem die Stücke Victimes du devoir und Jacques ou la Soumission von Eugène Ionesco inszenierte. 1958 spielte er für das Théâtre de Carouge den Herzog Orsino in La Nuit des Rois (deutsch Was ihr wollt) von William Shakespeare.
Richard Vachoux war verheiratet mit der Schauspielerin Josette Chanel und der Vater der Schauspielerin Pascale Vachoux und von Emmanuel Vachoux.
Von 1962 bis 1975 hatte er die Leitung des Nouveau Théâtre de Poche in Genf inne. Neben weiteren Werken von Ionesco wie etwa Rhinocéros standen dort besonders auch solche von Jacques Audiberti auf dem Spielplan. Er spielte in einer französischen Inszenierung den Philipp Hotz im La Grande Rage de Philippe Hotz (deutsch Die große Wut des Philipp Hotz) von Max Frisch. Mit dem Stück La Métaphysique d’un veau à deux têtes von Stanisław Ignacy Witkiewicz ging er bis nach Belgien und Spanien auf Tournee. Er inszenierte Les Méchants Cuisiniers von Günter Grass mit der Schauspielerin Yvette Théraulaz.
1974 übernahm Richard Vachoux die künstlerische Leitung der Comédie de Genève. Dort inszenierte er unter anderem L’École des femmes von Molière. Er entwickelte eine eigenständige Theaterkultur der Suisse romande und verzichtete auf die weitere Übernahme von Boulevard-Produktionen aus Paris. Als vielseitiger Theaterschaffender förderte Richard Vachoux zahlreiche Schauspieler und Schauspielerinnen aus der Westschweiz. 1962 wurde er zum Professor für Schauspiel am Conservatoire de Genève gewählt. Von 1971 bis 1999 war er Leiter und zeitweise auch Dozent an der École Supérieure d’Art Dramatique in Genf.
1981 gründet er das Sommertheater Théâtre poétique de l’Orangerie im Parc La Grange in Genf. Diesen Spielort im Wintergewächshaus der Villa La Grange leitete er bis 1995. Auf dieser Bühne spielte er unter anderem Vérlaine im Stück Rimbaud-Verlaine, drôle de ménage und Pablo Neruda in Je me souviens de cette nuit à Valparaiso.
Er trat als Sprecher gemeinsam mit dem Musiker Christian Favre aus Lausanne bei poetischen Aufführungen literarischer Werke auf. 1982 erhielt er die Rolle des Pasteur Couvet im Film Mérette von Jean-Jacques Lagrange, der auf einer Erzählung von Gottfried Keller beruhte.